# Nahida Akter
Nahida Akter (* 2. März 2000 in Bangladesch) ist eine bangladeschische Cricketspielerin die seit 2015 für die bangladeschische Nationalmannschaft spielt.

## Aktive Karriere
Ihr Debüt in der Nationalmannschaft gab sie bei der Tour in Pakistan im Herbst 2015, als sie ihr erstes WODI und WTwenty20 absolvierte. Beim ICC Women’s World Twenty20 2016 konnte sie gegen die West Indies 3 Wickets für 27 Runs erreichen. Nachdem sie in er Vorbereitung für die Weltmeisterschafts-Qualifikation 2019 gegen die Niederlande 4 Wickets für 11 Runs erzielte, konnte sie beim ICC Women’s T20 World Cup Qualifier 2019 gegen die USA (3/12) und Papua-Neuguinea (3/10) jeweils 3 Wickets erzielen. Dafür wurde sie in beiden Spielen ans Spielerin des Spiels ausgezeichnet. Bei der Tour in Simbabwe im November 2021 konnte sie zwei Mal 3 Wickets (3/2 und 3/30) und zum Abschluss mit 5 Wickets für 21 Runs ihr erstes Five-for erzielen. Dafür wurde sie als Spielerin der Serie ausgezeichnet. Ein weiteres Five-for über 5 Wickets für 12 Runs konnte sie im Januar 2022 gegen Kenia erreichen. Daraufhin wurde sie für den Women’s Cricket World Cup 2022 nominiert und konnte dabei fünf Wickets in sieben Spielen erreichen. Beim Women’s Twenty20 Asia Cup 2022 konnte sie gegen Thailand 2 Wickets für 11 Runs erreichen. Sie spielte auch alle vier Spiele beim ICC Women’s T20 World Cup 2023, doch gelang ihr dort kein Wicket.